# 船木まひと
船木 まひと（ふなき まひと、1974年1月23日 - ）は、日本の男性声優。ぷろだくしょんバオバブ所属。東京都出身。旧芸名は船木 真人（ふなき まさと）。

## 略歴
幼少期より漫画を読み、またアニメを観て過ごすことが多かった。中学・高校時代の頃に漠然と「声優になれたら」と思い、19歳で養成所に入所。
バオバブ学園（現：ビジュアル・スペース俳優養成所）13期生
2013年2月より芸名を「船木 真人」から「船木 まひと」に改名する。

## 人物
一人っ子である。
特技は歴史、マンガ、アニメ、ゲーム、落語。趣味は落語、麻雀、同人誌制作。
大竹みゆの設立したTRPG部の部員で、そこでのあだ名は「ぱんつ船木」。
『うみねこのなく頃に』の出演者からは、その原作の知識が豊富なことから原作者である竜騎士07にちなんだ「竜騎士08」と呼ばれている。また2022年の4月、舞台『うみねこのなく頃に』では自ら声優を務めた呂ノ上源次として出演した。

## 出演
太字はメインキャラクター。

### テレビアニメ
2001年
- HELLSING（隊員）

2002年
- 攻殻機動隊 STAND ALONE COMPLEX（医師）

2003年
- キノの旅 -the Beautiful World-（同志B）
- ソニックX（じっちゃんB）
- TEXHNOLYZE（暗殺者、賭場の男）
- 成恵の世界（審査員）
- NARUTO -ナルト-（2003年 - 2006年、たたみイワシ、博徒、胴元、百楽オヤジ、鞍馬ムラクモ 他）

2004年
- R.O.D -THE TV-（開発チーフ）
- サムライチャンプルー（店主）
- 蒼穹のファフナー Dead Aggressor（兵士）
- 爆裂天使（ビデオ店主）
- 魔法少女隊アルス（魔族騎兵B、魔族騎兵C）

2005年
- ギャラリーフェイク（兵士ジェームス）

2006年
- 韋駄天翔（院長）
- かりん（客）

2007年
- CLANNAD-クラナド-（不良、男子生徒）
- NARUTO -ナルト- 疾風伝（2007年 - 2013年、砂の里の忍、医療班、たたみイワシ）
- BLEACH（2007年 - 2011年、ガンテンバイン・モスケーダ、隊士、幹部C、隊士A）
- MOONLIGHT MILE シリーズ（管制官、ダイバー、調査員C、職員）- 2シリーズ

2008年
- ウエルベールの物語 〜Sisters of Wellber〜 第二幕（ラモン）
- CLANNAD 〜AFTER STORY〜（生徒）
- ゴルゴ13（秘書官）
- 全力ウサギ（親分）
- バトルスピリッツ 少年突破バシン（館長）
- ポルフィの長い旅（親方、店主、大道具係）

2009年
- うみねこのなく頃に（呂ノ上源次）
- 咲-Saki-（客）
- スレイヤーズEVOLUTION-R（村人B）
- 東京マグニチュード8.0（陸上自衛官）
- ミチコとハッチン（警官B）
- 名探偵コナン（2009年 - 2024年、患者の夫、戸田秋夫、雪ヶ谷大介、横山タケル、乾紳司、警官）

2010年
- あそびにいくヨ!（巡視艇 艦長）
- SDガンダム三国伝 Brave Battle Warriors（2010年 - 2011年、太史慈ドム、村人）
- 伝説の勇者の伝説

2011年
- 機動戦士ガンダムAGE（執事）

2012年
- エリアの騎士（富士宮南8番）
- カードファイト!! ヴァンガード アジアサーキット編（蒼龍の民の長）
- バトルスピリッツ 覇王（黒服A）

2014年
- ディスク・ウォーズ:アベンジャーズ（グルート）

2016年
- クレヨンしんちゃん（2016年 - 2022年、脳外科医、取引相手A）

2018年
- 忍たま乱太郎（見張り）
- バキ（ロブ・ロビンソン）

2022年
- 終末のハーレム（医者）
- BLEACH 千年血戦篇（滅却師）

2024年
- 転生貴族、鑑定スキルで成り上がる（領主A）
- BEYBLADE X（2024年 - 2025年、戯画谷専務）
- 甘神さんちの縁結び（会長）

2025年
- 外れスキル《木の実マスター》 〜スキルの実（食べたら死ぬ）を無限に食べられるようになった件について〜（楽団員）

### 劇場アニメ
- 劇場版 NARUTO -ナルト- 大興奮!みかづき島のアニマル騒動だってばよ（2006年、サーカス団・団員）
- いばらの王 -King of Thorn-（2010年）
- クレヨンしんちゃん バカうまっ!B級グルメサバイバル!!（2013年、怪人）
- コードギアス 反逆のルルーシュ II・III（2018年、ブリタニア兵、隊長） - 2作品
- クレヨンしんちゃん 爆盛!カンフーボーイズ〜拉麺大乱〜（2018年、店員A）
- コードギアス 復活のルルーシュ（2019年、看守）

### OVA
- 大魔法峠（2006年、ピピルピィ、JR男）
- 装甲騎兵ボトムズ ペールゼン・ファイルズ（2007年、機長）
- 機動戦士ガンダム MS IGLOO 2 重力戦線（2008年、ビッグトレー艦長 他）

### Webアニメ
- 幕末機関説 いろはにほへと（2006年、隊員、隊長、兵士、客、大将）
- 無限の住人-IMMORTAL-（2019年、志水）

### ゲーム
2001年
- シェンムーII

2005年
- キングダムハーツII
- クラッシュ・バンディクー がっちゃんこワールド（ウィリー・ワンパ・チークス、ドローン、客）
- ふしぎの海のナディア 〜Inherit the Bluewater〜（ガーゴイル兵、兵隊長）
- 義経英雄伝修羅（常陸坊海尊）

2007年
- ガンダムバトルクロニクル
- CRYSIS（アズテック、兵士、科学者、スーツボイス）
- サモンナイト4（兵士、暗殺者、商人 他）
- Routes PE / Routes PORTABLE（篁、源頼朝） - 2作品
- ルパン三世 ルパンには死を、銭形には恋を

2008年
- ガンダムバトルユニバース

2009年
- SDガンダム GGENERATION WARS
- 機動戦士ガンダム戦記（ユーグ上官、連邦兵）

2010年
- うみねこのなく頃に 〜魔女と推理の輪舞曲〜（呂ノ上源次）
- SDガンダム三国伝 BraveBattleWarriors 真三璃紗大戦（太史慈ドム、夏侯惇ギロス、張遼ゲルググ、孫堅ゼフィランサス、黄蓋グフ、呂蒙ディジェ、胡診ギャン）

2011年
- うみねこのなく頃に散 〜真実と幻想の夜想曲〜（呂ノ上源次）

2012年
- バイオハザード オペレーション・ラクーンシティ（ショーナ）
- 第2次スーパーロボット大戦OG

2014年
- 第3次スーパーロボット大戦Z 時獄篇 / 天獄篇（2014年 - 2015年） - 2作品
- マブラヴ オルタネイティヴ トータル・イクリプス（斎御司経盛） - PC版

2015年
- 幻影異聞録♯FE（ミシェラン）
- テイルズ オブ ゼスティリア（ウーノ、シモン、エクセオ）

2021年
- うみねこのなく頃に咲 〜猫箱と夢想の交響曲〜（呂ノ上源次）
- テイルズ オブ アライズ

2024年
- ファイナルファンタジーVII リバース（バレット・ウォーレス）

2025年
- BLEACH Rebirth of Souls（ガンテンバイン・モスケーダ 他）

### ドラマCD
- あそびにいくヨ!
- アリアンロッド・サガファンブック　Fellowship of Stone～竜輝石の仲間たち～　ドラマCD「思い出フロントライン」（タスラム）
- YELLOW（チンピラB）
- うみねこのなく頃に ナビゲーションドラマCD（呂ノ上源次）
- キミキス Vol.2 ふたりのラブラブうどん〜里仲なるみ+菜々〜
- ゴールデン・ドロップ〜雨露に眠るエメラルド（バストーク）
- ひそやかな情熱2（坊主頭）
- ひぐらしのなく頃に解 アンソロジードラマ CD（仁資源次）
- フルハウスキス〜真夏の夜の夢〜（医師）
- 星界の断章 ドラマCD 第8話「原罪」（評議員）
- 魔術士オーフェン しゃべる無謀編6（グラダス・カシナート）
- 幽遊白書（兵士）

### 吹き替え

#### 映画
- 愛してる、愛してない...
- アバター
- アメリカン・ガン
- イップ・マン 葉問（タイラー）
- イン・ハー・シューズ
- インファナル・アフェア（ミー）※ソフト版
- インファナル・アフェア 無間序曲（ロ・ガイ、マン・チン）※ソフト版
- エヴァンジェリスタ
- X-MENシリーズ（ピーター・ラスプーチン / コロッサス〈ダニエル・クドモア〉）※テレビ朝日版
  - X-MEN2
  - X-MEN:ファイナル ディシジョン
- ガルフ・ウォー
- ゴースト・バディーズ/小さな5匹の大冒険
- サハラ 死の砂漠を脱出せよ ※テレビ東京版
- 猿の惑星: 聖戦記[20]
- 七人のマッハ!!!!!!!
- 12人の怒れる男 評決の行方（被告人）
- ジョーズ ※テレビ東京版
- シルバーホーク
- 戦火の馬（ジョルディの兵士〈トビー・ケベル〉）
- スター・ウォーズ エピソード3/シスの復讐（レイマス・アンティリーズ船長〈ローハン・ニコル〉）
- ターミナル（CBP局員）※ソフト版
- ナイト・オブ・ザ・スカイ（アイポッド[21]）
- バンディッツ ※日本テレビ版
- ファイナル・オプション（ロッド・ウォーカー〈ジョン・デューティン〉）※DVD版
- フライトプラン（アハメド〈アサフ・コーエン〉）
- プリズン211（レレチェス）
- ブルービートル（イグナシオ・カラパックス〈ラオール・マックス・トルヒージョ〉[22]）
- ベッドタイム・ストーリー
- ホビット 思いがけない冒険（グリンナー）
- マッハ!!!!!!!!
- マッケンナの黄金（サンチェス〈キーナン・ウィン〉）※DVD版
- リベリオン 反逆者（隊員E）
- ラスト・ヒーロー・イン・チャイナ/烈火風雲（了空〈リュー・チャーフィー〉）
- レプリカント
- ローラーボール ※テレビ東京版
- ワイルド・スピードX2

#### テレビドラマ
- WITHOUT A TRACE/FBI 失踪者を追え!（支配人、ウェイター、他）
- 恐竜SFドラマ プライミーバル
- クリミナル・マインド FBI行動分析課
- クリミナル・マインド11 FBI行動分析課
- クリミナル・マインド 国際捜査班
- グッド・ワイフ3
- ザ・パシフィック
- CSI:3 科学捜査班 ※異なる役で毎回出演
- CSI:マイアミ
- チャームド 〜魔女3姉妹〜
- 24 -TWENTY FOUR-（シーズン1）（マイロ・プレスマン〈エリック・バルフォー〉）
- TRUE DETECTIVE/迷宮捜査（ブレット・ウッダード〈マイケル・グレイアイズ〉）
- ボードウォーク・エンパイア 欲望の街（マイヤー・ランスキー〈アナトール・ユセフ〉）
- ボディ・オブ・プルーフ 死体の証言（ジェレミー・コリンズ）
- マスケティアーズ/三銃士
- 名探偵ポワロ ※NHK版
  - ナイルに死す（警官）
  - 戦勝舞踏会事件（警官）※追加吹き替え分
  - ポワロのクリスマス（船員）※追加吹き替え分

#### アニメ
- アトミック・ベティ（X-5、ベティのパパ）
- きつねと猟犬2 トッドとコッパーの大冒険
- ジャスティス・リーグ（アメイゾ）
- 宝島 ジムの航海日記
- プッカ（トベ、ソー仙人）
- ヘラクレス（男性）
- モーターシティ（テキサス）
- 勇者ソー 〜アスガルドの伝説〜 ※ディズニーXD版

### ラジオ
- ふぃあ通（「2008年7月」、「2009年12月」、「2010年5月」、「2010年5月特別更新回」配信分ゲスト）
- Katsu-oフレーク!（2010年11月3日 - ）

### 舞台
- 双子の星（2008年）
- 月夜のけだもの（2009年）
- 銀河鉄道の夜（2010年）
- ツェねずみ（2011年）
- 山男の四月（2012年）
- 鳥の北斗七星（2013年）
- うみねこのなく頃に〜Stage of the golden Witch〜シリーズ（2022年 - 2025年） - 呂ノ上源次 役[23][24][25][26][27]